# Guillermo Adelin
Guillermo Adelin (1103-25 de noviembre de 1120) fue el único hijo varón legítimo de Enrique I de Inglaterra y su esposa Edith de Escocia. La segunda parte del nombre de Guillermo, que se escribe originariamente Audelin, Atheling o Aetheling, deriva del Inglés antiguo Ætheling, que significa "hijo de rey". 
Su muerte prematura en el desastre del Barco Blanco alteró el mundo político de Inglaterra y Francia. Guillermo se había salvado del naufragio al conseguir llegar a un bote salvavidas, pero falleció al intentar salvar a su medio hermana, la condesa de Perche.

## Heredero al trono
Durante su largo reinado, Enrique I tuvo que hacer frente a muchas hostilidades debido a las alianzas de las regiones rivales con algunos de sus vecinos. Como parte del esfuerzo para conseguir Anjou, rival de Normandía desde hacía mucho tiempo, Enrique casó a su hijo Guillermo con Isabel de Anjou, hija del Conde Fulco V de Anjou. El enlace tuvo lugar en Lisieux, en junio de 1119. La mujer de Guillermo estaba en otro barco cuando sucedió el naufragio, así que sobrevivió a su marido y se hizo monja en la Abadía de Fontevrault.
Enrique era consciente de que se iba a morir y su hijo se encontraría en una posición vulnerable y ni siquiera la sucesión sería segura, así que en 1115 y 1116 obligó a los barones de Normandía e Inglaterra a jurar fidelidad a Guillermo, una ceremonia inédita en Inglaterra.

## Duque de Normandía
El rey de Francia era otro de los vecinos hostiles de Enrique. Un punto problemático importante era la aparente obligación para Enrique de prestarle homenaje como duque de Normandía. Como rey, a Enrique no le gustaba, y propuso a Guillermo que lo hiciera en su lugar, oferta que Luis VI acabó aceptando. En 1120 Guillermo presta homenaje a Luis VI. Por esta razón, es a veces llamado duque de Normandía.

## Naufragio del Barco Blanco y sucesión
Guillermo murió en la tragedia del Barco Blanco el 25 de noviembre de 1120. El duque y su séquito cruzaban en Canal de la Mancha desde Barfleur en el Barco Blanco, el navío más rápido y moderno de la flota real. El grupo había permanecido bebiendo en la orilla hasta después del anochecer, confiando en que en un barco rápido y con un mar en calma, el retraso no tendría ningún efecto significativo. En consecuencia, era medianoche cuando el timonel borracho, capitaneado por Thomas FitzStephen, estrelló el barco contra una roca en la bahía. 
La tripulación y pasajeros poco pudieron hacer para liberar el barco de la roca ni evitar que se llenara de agua. Guillermo y varios de sus amigos lograron botar un bote salvavidas. Pero en el último minuto, Guillermo regresó para rescatar a su medio hermana ilegítima, Matilda FitzRoy, condesa de Perche. Cuando ella y muchos otros se arrojaron al pequeño bote, este, sobrecargado, también se hundió. Cuenta Guillermo de Malmesbury: 

"El agua, habiendo arrojado por la borda algunos tripulantes y entrado en las grietas, ahogó a otros; se botó la barca, y el joven príncipe que había entrado en ella podría haberse salvado seguramente llegando a la orilla, si su hermana ilegítima, la condesa de Perche, ahora luchando con la muerte en el barco más grande, imploró la ayuda de su hermano, gritando que no la abandonara tan bárbaramente. Conmovido por la compasión, ordenó que la barca volviera al barco para poder rescatar a su hermana; y así el infeliz joven encontró la muerte por exceso de afecto; porque el bote, sobrecargado por la multitud que saltaba sobre él, se hundió y sepultó a todos indiscriminadamente en las profundidades."

Enrique de Huntingdon, hablando del desastre, escribió que Guillermo "en lugar de usar túnicas bordadas... flotó desnudo en las olas, y en lugar de ascender a un trono elevado... encontró su tumba en el fondo del mar". 
Estos hechos no tienen importancia en comparación con la forma significativa en que su muerte afectó a los comienzos del siglo XII. La tragedia del Barco Blanco dejaba a Enrique sin descendencia masculina. Matilde, la hermana mayor de Guillermo, le sucedió como heredera, pero a la muerte de Enrique, los barones que habían jurado apoyar su reinado renegaron, y Esteban de Blois subió al trono.
El reinado de este último estuvo marcado por la anarquía y las constantes luchas con los partidarios de Matilde, cosa que no se resolvió hasta la muerte de Esteban. 
Su sucesor fue Enrique II, hijo de Matilde y Godofredo V de Anjou, conde de Anjou, Maine y Turena, mediante el Tratado de Wallingford.